# إجلاء الأطفال في الحرب الأهلية الإسبانية

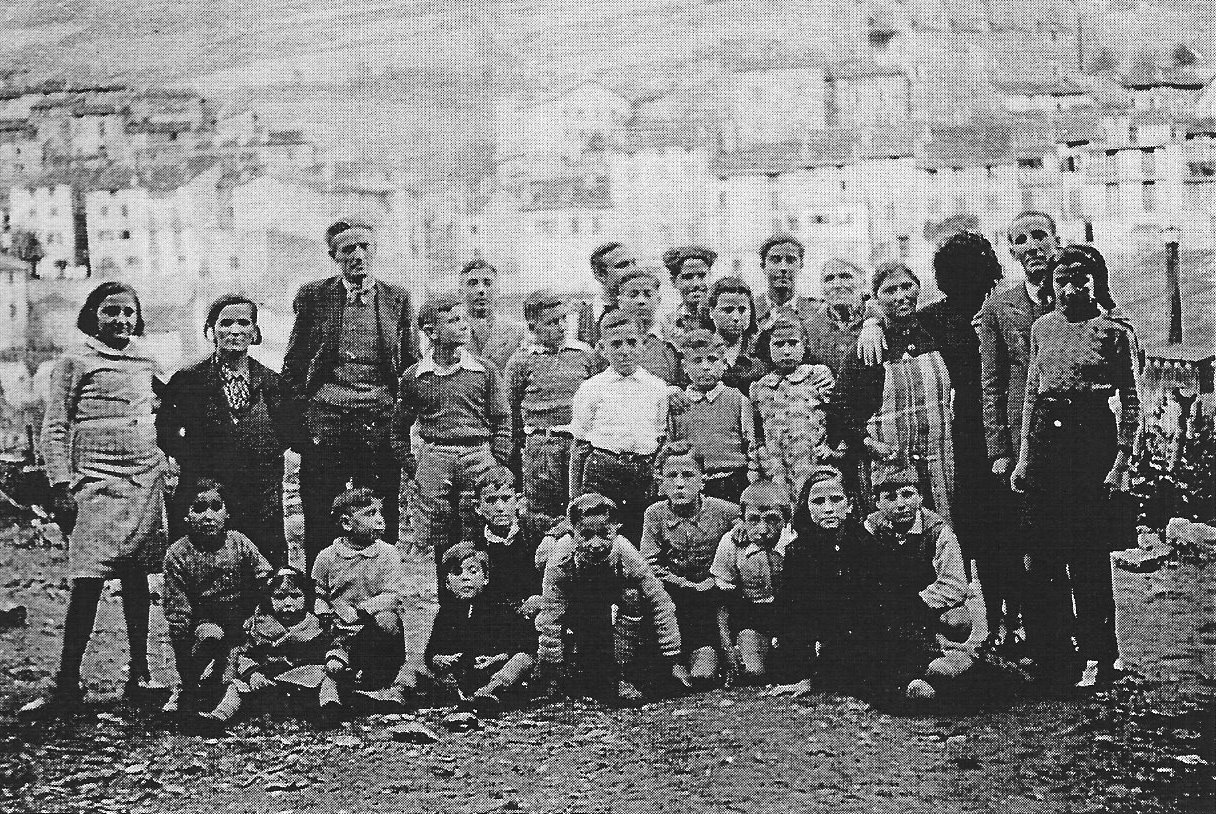
سكان ملجأ الأطفال التابعين للمنظمة الدولية لمقاومي الحرب (WRI) في جبال البيرينيه الفرنسية، في وقت ما بين عامي 1937 و1939، الحارس خوسيه بروكا الثالث من اليسار.

مع تقدم الحرب الأهلية الإسبانية على الجبهة الشمالية (من عام 1937 فصاعدًا)، رتبت السلطات الجمهورية الإسبانية إجلاء الأطفال، مع مراعاة الأيديولوجية أكثر من رعاية الأطفال الذين لم يكن لدى بعضهم وثائق كافية لتمكينهم من العودة إلى الوطن.

## الإجلاء
شُحِنَ أطفال الحرب الإسبانية إلى بريطانيا وبلجيكا والاتحاد السوفيتي ودول أوروبية أخرى والمكسيك. وأُطلِق عليهم اسم «لاجئي الباسك»، لكن كان من بينهم أيضًا غير الباسك. تم نقلهم في بلباو (سانتورتزي) على متن قوارب مستأجرة من قبل حكومة الباسك الموالية للجمهورية. تمكن هؤلاء في دول أوروبا الغربية من العودة إلى عائلاتهم بعد الحرب، لكن منعت العائلات الشيوعية في الاتحاد السوفياتي من العودة من قبل ستالين وفرانكو. جاءت الفرصة الأولى لمعظمهم للقيام بذلك في عام 1956، بعد ثلاث سنوات من وفاة ستالين. كانوا يعيشون في دور الأيتام السوفيتية وكان يتم نقلهم بانتظام من دار أيتام إلى أخرى وفقًا لتقدم الحرب العالمية الثانية. وهكذا عايشوا الحرب وآثارها على الاتحاد السوفيتي بشكل مباشر.

### ستونهام كامب في إنجلترا
وصل أقل من 4000 طفل إلى ساوثهامبتون دوكس في 23 مايو 1937. سافروا إلى بريطانيا على متن باخرة هابانا. كانت السفينة مجهزة لاستيعاب 800 راكب، لكن هذه الرحلة تألفت من 3886 طفلاً و96 مدرسًا و118 مساعدًا و16 قسيسًا كاثوليكيًا. تم إيواء جميع الأطفال والبالغين المرافقين في مخيم واحد كبير للاجئين في نورث ستونهام، إيستلي، بالقرب من ساوثهامبتون. تم الانتهاء من بناء المعسكر في نورث ستونهام قبل يومين فقط من وصولهم. قام مزارع محلي، السيد براون، بتوفير ثلاثة من حقوله لاستخدامها في معسكر أطفال الباسك. كان العمل في المخيم قد بدأ قبل أسبوعين، لكن الأعداد المقدرة كانت في ذلك الوقت 2000 فقط؛ ثم تم زيادة العدد إلى 4000. كان المخيم وخيام النوم مكتظة. كان الصرف الصحي أيضًا مشكلة في البداية لأن الأطفال كانوا يعيشون في ظل الحرب وتعطلت عاداتهم الصحية بسبب حياتهم المضطربة. حتى مع الظروف المزدحمة، لم يكن المرض مشكلة كبيرة داخل المخيم.
كان الأطفال تحت الرعاية الشاملة للجنة أطفال الباسك (BCC)، وهي جزء من اللجنة الوطنية المشتركة للإغاثة الإسبانية (NJCSR) وهي منظمة متعددة الأحزاب تنسق المساعدات إلى إسبانيا. كانت الخطة هي نقل اللاجئين من المخيم وتفريقهم في «مستعمرات» في جميع أنحاء بريطانيا. تتكون هذه المستعمرات من مجموعات من الأطفال مع كل من معلم اللغة الإسبانية ومساعديه. تم إيواؤهم في منازل كبيرة وصغيرة تم إقراضها أو إتاحتها بطريقة أخرى؛ كانت بعض المستعمرات كبيرة (مائة طفل أو أكثر)، وبعضها كان يؤوي اثني عشر فقط أو نحو ذلك. بحلول سبتمبر/أيلول، تم نقل جميع الأطفال إلى هذه المستعمرات. عدة مئات تم القبض عليهم من قبل جيش الخلاص. استوعبت الكنيسة الكاثوليكية حوالي ثلث الأطفال، وتم رعاية ودعم البقية من قبل العديد من المنظمات بما في ذلك الكنائس والجماعات السياسية والإنسانية والجمعيات المحلية والشركات والأفراد والمتطوعين الآخرين.
مع تقدم الحرب في إسبانيا وأصبحت المناطق أكثر أمانًا، بدأ الأطفال في العودة إلى الوطن. انتهت الحرب الأهلية الإسبانية في 1 أبريل 1939، وأعقب ذلك بسرعة بداية الحرب العالمية الثانية في سبتمبر. بحلول ذلك الوقت، بقي في بريطانيا حوالي 400 طفل فقط، وبحلول عام 1948 بقي 280 فقط. وطوال فترة إقامتهم وعمليات الإعادة اللاحقة، سُمح لمن يبلغون من العمر 16 عامًا فما فوق تقرير ما إذا كانوا يريدون مغادرة البلاد أم لا. اضطر البعض إلى البقاء لأن والديهم قُتلوا أو سُجنوا، وبقي آخرون باختيارهم وعاشوا حياتهم في بريطانيا.
أصبح بعض اللاجئين لاعبي كرة قدم محترفين، بما في ذلك سابينو باريناغا، إميليو ألديكوا، خوسيه غاليغو ورايموندو يزاما.

## في وسائل الإعلام الشعبية
تم إجلاء لويس دي كاستريسانا إلى فرنسا وبلجيكا. في عام 1966، نشر رواية El otro árbol de Guernica المستوحاة من تجاربه مع اللاجئين. أخرج بيدرو لازاغا نسختها السينمائية عام 1969.

## روابط خارجية
- "Basque Children of '37 Association UK". basquechildren.org. مؤرشف من الأصل في 2021-01-25.
- "The Spanish Civil War: Basque Refugee Children (1936–39)". Historical Boys' Clothing. مؤرشف من الأصل في 2021-02-25.